# Sabulodes niveostriata
Sabulodes niveostriata är en fjärilsart som beskrevs av Cockerell 1893. Sabulodes niveostriata ingår i släktet Sabulodes och familjen mätare. Inga underarter finns listade.